# ハワード・バトル
ハワード・ディオン・バトル（Howard Dion Battle , 1972年3月25日 - ）は、アメリカ合衆国ミシシッピ州出身の元プロ野球選手（内野手）。

## 来歴・人物
1990年のMLBドラフト4巡目でトロント・ブルージェイズに指名され契約。1995年9月5日にメジャーデビュー。その後はフィラデルフィア・フィリーズ、アトランタ・ブレーブスと渡り歩く。メジャーでの通算安打は9本であるが、ランディ・ジョンソンからヒットを打ったことがある。
2000年にトニー・タラスコと共に阪神タイガースに入団し、来日。当初はブレーブス傘下の3Aリッチモンドで24本塁打を放った長打力に加えて、121試合で三振数が66という当時に監督に在任していた野村克也が好む確実性の高さを見込まれての入団となり、「4番三塁」として期待されたが、太りすぎのためキャンプも開幕も二軍スタートという有様で、来日直後からその実力は疑問視され、開幕二軍スタートが決定した時は、応援番組の『熱血!!タイガース党』2代目党首の福本豊に、「アカンな」と一刀両断されていた。
オープン戦の不振の為に開幕二軍スタートとなったが、ウエスタン・リーグ開幕から二軍は連勝記録を伸ばし、バトルが一軍に昇格すると今度は一軍が連勝し始めた。
三塁守備も巧くはなかったが、何故かバントは巧く、そのためか公式戦でも犠牲バントを決める場面もあった。成績は全くの期待外れだったが、彼がベンチにいるとなぜか連勝が続いたため『勝利の大黒様』と呼ばれた。しかし、チームの連勝が止まるとバトルの成績も急降下。再び二軍に落ち、成績不振で、日本ハムファイターズからマイカ・フランクリンを獲得することとしたこともあり、シーズン中に解雇された。
これで阪神の外国人選手がシーズン中に解雇されたのは1996年のスコット・クールボー、グレン・デービス、1997年のマイク・グリーンウェル、1998年のアロンゾ・パウエル、1999年のマイク・ブロワーズに続き5年連続となった。
NPBで挙げた唯一の打点と本塁打は、阪神甲子園球場で中日の岩瀬仁紀から放ったソロホームランであった。

## 詳細情報

### 年度別打撃成績
| 年 度    | 球 団    | 試 合 | 打 席 | 打 数 | 得 点 | 安 打 | 二 塁 打 | 三 塁 打 | 本 塁 打 | 塁 打 | 打 点 | 盗 塁 | 盗 塁 死 | 犠 打 | 犠 飛 | 四 球 | 敬 遠 | 死 球 | 三 振 | 併 殺 打 | 打 率 | 出 塁 率 | 長 打 率 | O P S |
| -------- | -------- | ----- | ----- | ----- | ----- | ----- | -------- | -------- | -------- | ----- | ----- | ----- | -------- | ----- | ----- | ----- | ----- | ----- | ----- | -------- | ----- | -------- | -------- | ----- |
| 1995     | TOR      | 9     | 19    | 15    | 3     | 3     | 0        | 0        | 0        | 3     | 0     | 1     | 0        | 0     | 0     | 4     | 0     | 0     | 8     | 0        | .200  | .368     | .200     | .568  |
| 1996     | PHI      | 5     | 5     | 5     | 0     | 0     | 0        | 0        | 0        | 0     | 0     | 0     | 0        | 0     | 0     | 0     | 0     | 0     | 2     | 0        | .000  | .000     | .000     | .000  |
| 1999     | ATL      | 15    | 19    | 17    | 2     | 6     | 0        | 0        | 1        | 9     | 5     | 0     | 0        | 0     | 0     | 2     | 0     | 0     | 3     | 1        | .353  | .421     | .529     | .950  |
| 2000     | 阪神     | 13    | 51    | 44    | 4     | 10    | 2        | 0        | 1        | 15    | 1     | 0     | 0        | 3     | 0     | 3     | 0     | 1     | 14    | 1        | .227  | .292     | .341     | .633  |
| MLB：3年 | MLB：3年 | 29    | 43    | 37    | 5     | 9     | 0        | 0        | 1        | 12    | 5     | 1     | 0        | 0     | 0     | 6     | 0     | 0     | 13    | 1        | .243  | .349     | .324     | .673  |
| NPB：1年 | NPB：1年 | 13    | 51    | 44    | 4     | 10    | 2        | 0        | 1        | 15    | 1     | 0     | 0        | 3     | 0     | 3     | 0     | 1     | 14    | 1        | .227  | .292     | .341     | .633  |

### 記録
NPB
- 初出場・初先発出場：2000年4月14日、対中日ドラゴンズ1回戦（阪神甲子園球場）、5番・三塁手として先発出場
- 初安打：同上、4回裏に山本昌から左前安打
- 初本塁打・初打点：2000年4月16日、対中日ドラゴンズ2回戦（阪神甲子園球場）、8回裏に岩瀬仁紀から左越ソロ

### 背番号
- 14 （1995年）
- 34 （1996年）
- 51 （1999年）
- 99 （2000年）